# Garypus ornatus
Garypus ornatus är en spindeldjursart som beskrevs av Beier 1957. Garypus ornatus ingår i släktet Garypus och familjen gammelekklokrypare. Inga underarter finns listade i Catalogue of Life.